# 後龍 (大字)
後龍，原寫為後壠，是臺灣苗栗縣後龍鎮的一個傳統地域名稱，也是全鎮行政中心所在地，位於該鎮中部偏東。相較於今日行政區，其範圍大致包括南龍里、中龍里、北龍里、大庄里。

## 歷史
台灣清治末期至日治初期，後龍地區為一街庄，稱為「後壠庄」，隸屬於苗栗一堡。該庄昔日西及北隔後龍溪分流北勢溪與大山腳庄、苦苓腳庄、新港庄為界，東與二張犁庄為鄰，南邊隔後龍溪主流與田藔庄、西山庄、後壠底庄、公司藔庄為界。
1901年（日治明治三十四年）11月，全台廢縣廳改設二十廳，該庄隸屬於苗栗廳。1909年（明治四十二年）10月，合併二十廳為十二廳，該庄改隸屬於新竹廳。1920年（大正九年），廢十二廳改設五州二廳，該庄改制並改名為「後龍」大字，隸屬於新竹州竹南郡後龍庄，大字下有「田心子」、「大莊」、「柳樹灣」小字名。
戰後後龍庄改制為後龍鄉，隸屬於新竹縣，大字亦改制為村。1950年桃、竹、苗分治，後龍鄉改隸屬於苗栗縣。1951年，後龍鄉升格為後龍鎮，村改制為里。

## 聚落
本地區發展較早的聚落有後壠（後龍）、田心仔、大庄等，在日治期初期的官方地圖上已有記載。此外，本地區尚有營盤前、後壁園、水頭厝、柳樹灣等聚落。

## 交通
高鐵路線大致以東北東—西南西走向經過後龍地區東端，境內未設站，但苗栗車站即在東部邊界外不遠處，由此可快速前往高鐵南北各站。
台鐵海線是台灣西部鐵路竹南至彰化間的幹線，大致以東北—西南走向經過後龍地區西部。境內設有後龍車站，屬三等站，一天僅有兩班次自強號不停靠外，其餘各級列車均有停靠，由此可前往台鐵沿線各地。
國道3號又稱「福爾摩沙高速公路」，是貫穿台灣西部的兩條縱向高速公路之一，大致以東北—西南走向經過本地區中部偏東地帶。境內未設交流道，北側最近的是位潭內、苦苓腳交界處鄉道苗8線交會口的大山交流道，南側最近的是位於後龍溪南岸省道台6線交會口的後龍交流道，由此等進入可快速前往台灣西部各地。
省道台1線（光華路）又稱「縱貫公路」，是台北至屏東楓港的傳統幹道，大致以北北東—南南西走向轉東北東—西南西走向再轉北北東—南南西走向經過本地區。由該道路向北北東可前往造橋談文、頭份、香山、新竹等地，向南南西可前往西湖、通霄、苑裡等地。
省道台72線是「東西向快速公路－後龍汶水線」，俗稱「後汶快速公路」，其西側端點位於後龍市區南側的省道台1線路口。由此向南轉東南東出境後可前往頭屋、公館、銅鑼中心埔、獅潭汶水並止於省道台3線路口。
縣道126號（勝利街、銘德路、車站街、中山路）是後龍外埔至獅潭永興的道路，大致以西北—東南走向進入本地區，轉東北再轉東南再轉西南再轉東南東繞經台龍後龍車站北側後轉回東南，經省道台1線、國道3號高架橋下後離本地區。由該道路向西北可前往砂崙湖、水尾子、外埔並止於外埔大排南岸道路，向東南東轉南可前往頭屋，再轉東可前往老田寮、獅潭並止於省道台3線路口。
鄉道苗6線（新港三路）是後壁園至豐富的道路，其西側端點位於本地區北部後壁園的省道台1線路口。由此向東南東出境後可前往社腳、客家圓樓、富田國小北側並止於省道台13甲線路口。
鄉道苗9線（龍山路）是阿八窩至後龍的道路，其南側端點位於後龍市區北側中華路（舊省道）路口。由此向北出境後轉北北東可前往大山腳、苦苓腳、淡水湖（談文）聚落、小湖、阿八窩北側並止於鄉道苗14線路口。
鄉道苗12線（成功路）是後龍至錦水的道路，其西側端點位於後龍市區縣道126號路口。由此向東轉東南再轉東出境後，可前往新港、牛欄湖、新庄、鹽菜坑、茄苳坑並止於省道台13線路口。
鄉道苗13線（新港路）是埔頂至新港大橋的道路，其南側端點位於本地區東部邊界處的縣道126號路口。由此向北可前往新港、中庄、竹篙坪並止於省道台1線路口。

## 教育
- 後龍國中
- 維真國中
- 後龍國小